# Stanisław Radomski
Stanisław Radomski (ur. 21 września 1957 w Przasnyszu) – polski poeta.

## Życiorys
Debiutował w 1975 na łamach tygodnika Barwy. Wiersze jego ukazały się w Tygodniku Kulturalnym, Walce Młodych, Nowej Wsi, Warmii i Mazurach, Karuzeli, Trybunie Mazowieckiej, Tygodniku Ostrołęckim i innych czasopismach. Wydał zbiory wierszy Śnił mi się wiatr (Ostrołęka 1982) i Puste miejsce (Ciechanów 1983).
Jest również współautorem wielu antologii i almanachów poezji, m.in. almanachów poetów przasnyskich Wyrób własny (Przasnysz 1983) i Na receptę (Przasnysz 2003) oraz laureatem kilkudziesięciu nagród w konkursach literackich w całym kraju. Jego wiersze prezentowane były w radiu i telewizji. Był członkiem Rady Krajowej Korespondencyjnego Klubu Młodych Pisarzy. Dzieciństwo i młodość spędził w Obrębie w powiecie przasnyskim, obecnie mieszka w Przasnyszu.
W 1982 wyróżniony odznaką Zasłużony Działacz Kultury. W 2007 wspólnie z Krzysztofem Turowieckim otrzymał Medal Stanisława Ostoja-Kotkowskiego w kategorii Twórca Uznany.